# Деријен (Илиноис)
Деријен (енгл. Darien) град је у америчкој савезној држави Илиноис. По попису становништва из 2010. у њему је живело 22.086 становника.

## Демографија
Према попису становништва из 2010. у граду је живело 22.086 становника, што је 774 (3,4%) становника мање него 2000. године.
| Група             | 2000.          | 2010.          |
| Белци             | 18.673 (81,7%) | 17.063 (77,3%) |
| Афроамериканци    | 451 (2,0%)     | 706 (3,2%)     |
| Азијати           | 2.635 (11,5%)  | 2.619 (11,9%)  |
| Хиспаноамериканци | 831 (3,6%)     | 1.386 (6,3%)   |
| Укупно            | 22.860         | 22.086         |